# 亀﨑光博
亀﨑 光博（かめざき みつひろ、1986年10月7日 - ）は、千葉県出身の元バスケットボール選手である。身長189cm、体重82kgで、ポジションはスモールフォワード。東京八王子ビートレインズに所属した後、アシスタントコーチを経て、ヘッドコーチに就任した。

市立柏高校から新潟アルビレックスA2に入団。
2007年、栃木ブレックスに移籍。
2008年、地元の千葉ピアスアローバジャーズに移籍。
2009年、リンク栃木ブレックスのD-TEAMブレックス・バスケットボールクラブに移籍。
2011年、bjリーグ育成ドラフトにて2位で千葉ジェッツに指名される。
2012年、富山グラウジーズに移籍。
2015年、埼玉ブロンコスに移籍。
2017-18シーズンから東京八王子ビートレインズに所属。2021-22シーズンはコーチ兼任でプレーし、同シーズン限りで現役引退した。
2022-23シーズンより東京八王子ビートレインズアシスタントコーチに就任。シーズン途中でヘッドコーチの廣瀬慶介が休養したことにより、ヘッドコーチ代行に就任。
2023-24シーズンより、タイラー・ガトリンがヘッドコーチに就任したため、再びアシスタントコーチを務める。
2025-26シーズンより、東京八王子ビートレインズのヘッドコーチを務める。